# 에디 피셔

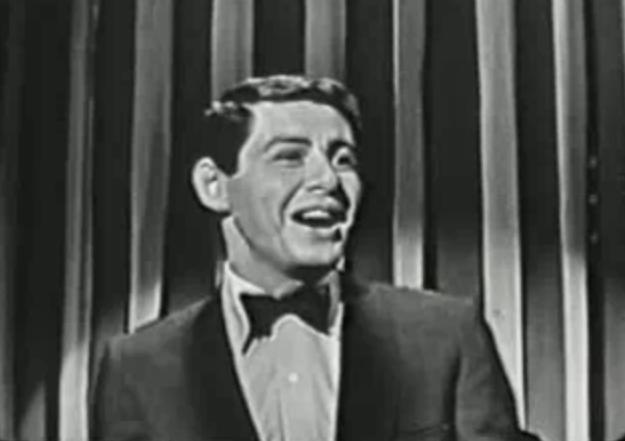
NBC TV 연재물에 나온 에디 피셔

에드윈 잭 피셔(Edwin Jack Fisher, 1928년 8월 10일 ~ 2010년 9월 22일)는 미국의 배우이자 가수이다. 필라델피아에서 태어났고 학력은 남필라델피아고등학교이다. 7세 때 아마추어 노래자랑에 우승해 필라델피아의 라디오 쇼 〈어린이 시간〉에 출연하여 절찬을 받기도 하였다. 18세 무렵에 뉴욕으로 진출하여 희극 배우 에디 캔터의 인정을 받아 가수로 출발하였다. 1950년에 RCA 전속으로 〈애니 타임〉, 〈오, 마이 파파〉 등의 인기곡을 내어 실력있는 노래솜씨로 인기스타의 지위를 확보하였다. 앤디 윌리엄스 쇼에 손님으로 자주 출연하였다.
2010년 9월 22일 수술 합병증으로 숨졌다. 향년 83세